# 이군현
이군현(李君賢, 1952년 3월 12일~)은 대한민국의 교육인 출신 정치인이다. 제17·18·19·20대 국회의원을 지냈다.
2016년 12월 박근혜-최순실 게이트를 계기로 새누리당을 탈당하여 바른정당에 입당했으나, '보수단일화를 통해 정권창출을 하기 위해' 2017년 5월 바른정당을 탈당했다. 2018년 12월 27일 보좌관 월급을 빼돌린 혐의로 기소되어 재판을 받다가 대법원서 집유가 확정되며 의원직을 상실하였다.

## 학력
- 유영국민학교[B]→충렬국민학교[C]→통영국민학교[D]→서울안산국민학교[E]
- 대경상업고등학교 졸업
- 중앙대학교 영어교육학 학사
- 캔자스대학교 대학원 교육행정학 석사
- 캔자스대학교 대학원 교육행정학 박사

## 경력
- 마산제일여자중학교 교사
- 장훈고등학교 교사
- 1983년 5월~1984년 3월 한국교육개발원(KEDI) 교육정책연구실장
- 1984년 4월~2003년 2월 한국과학기술원(KAIST) 교수
- 1994년 3월~1999년 3월 교육부 공과대학 국책지원사업 기획평가위원
- 1997년 5월 정보통신부 우수시범대학지원사업 심사위원장
- 1997년 9월~2000년 12월 전국 시,도 교원단체총연합회협의회 회장
- 2001년 5월~2004년 4월 한국교원단체총연합회 회장
- 2001년 6월~2003년 6월 대통령 교육인적자원정책위원회 위원
- 2003년 4월 한국신문윤리위원회 윤리위원
- 2003년 5월 한국간행물윤리위원회 위원
- 2003년 4월~2004년 5월 중앙대학교 교육대학원 교육학과 교수
- 대한민국헌정회 부회장
- 대한민국헌정회 교육위원회 위원장

## 의정 활동

### 17대 국회
- 2004년 5월~2008년 5월 제17대 한나라당 국회의원(비례대표)
- 2004년 7월 국회 교육위원회 위원

### 18대 국회
- 2008년 5월~2012년 5월: 제18대 한나라당 국회의원(경남 통영시·고성군)
- 18대 국회 전반기 교육과학기술위원회 위원
- 2010년 5월~2011년 5월 국회 한나라당 원내수석부대표, 국회운영위원회 한나라당 간사
- 18대 국회 후반기 문화체육관광방송통신위원회 위원(후에 행정안전위원회로 바꿈)

### 19대 국회
- 2012년 5월~2016년 5월: 제19대 새누리당 국회의원(경남 통영시·고성군)
- 19대 국회 전반기 교육과학기술위원회→교육문화체육관광위원회 위원
- 2012년 6월~2013년 6월 국회 윤리특별위원회 위원장
- 2013년 6월~2014년 6월 국회 예산결산특별위원회 위원장
- 19대 국회 후반기 미래창조과학방송통신위원회 위원
- 2014년 8월 7일~2015년 6월 16일: 새누리당 사무총장

### 20대 국회
- 2016년 5월~2016년 12월: 제20대 새누리당 국회의원(경남 통영시·고성군) (단독 출마로 무투표 당선)
- 2016년 6월~2018년 5월: 제20대 국회 전반기 농림축산식품해양수산위원회 위원
- 2016년 12월~2017년 1월: 제20대 무소속 국회의원(경남 통영시·고성군)
- 2017년 1월~2017년 5월: 제20대 바른정당 국회의원(경남 통영시·고성군)
- 2017년 5월~2018년 12월: 제20대 자유한국당 국회의원(경남 통영시·고성군)
- 2017년 12월~2018년 12월: 자유한국당 교육과학미래혁신위원장 겸 정책위원회 부의장
- 2018년 3월~2018년 6월: 자유한국당 6.13 지방선거 공약개발단 교육과학미래혁신단 단장
- 2018년 5월~2018년 6월: 자유한국당 6·13 지방선거 중앙선거대책위원회 부위원장
- 2018년 7월~2018년 12월: 제20대 국회 후반기 교육위원회 위원

## 18대 총선 당시
2008년. 이 의원은 통영, 고성 지역구로 내려가기 직전에 이명박 전 대통령의 연락을 받고 청와대에 갔다. 그곳에서 교육부장관을 맡아 달라는 제의를 받았다. 교육행정학을 공부할때부터 기회가 되면 교육정책을 책임 맡아 직접 집행하는 일도 해 보리라 마음먹고 있던 그였다. 반가운 소식이 아니였었다. 하지만 지금 기회를 지나치면 다시 지역구 국회의원으로 나가기 어려울 것 같다는 생각이 들었다. 결국 장관직을 고사한 후 지역구로 내려간 그는 통영 고성에서 지역구 국회의원으로 새로운 시작을 하게 됐다.

## 논란
2010년 2월 초 민주노동당 이정희 의원에 의해 2008년 현직 교장 3명이 이군현 의원에게 총 1,120만원을 정기적으로 후원했던 사실이 밝혀졌지만 이에 대한 수사는 이뤄지지 않고 있다. 같은해 6월 11일 서울중앙지검 공안2부는 이정희 의원이 제기한 ‘한나라당 국회의원에 대한 교사들의 후원금기부’ 의혹 사건을 수사한 결과 자신이 속한 교사 연금 관련 단체의 회비 500만 원을 당시 한나라당 권오을 의원의 후원회 계좌로 입금한 혐의를 받고 있는 서울 S중학교 교장인 최모 씨(55)를 불구속 기소하고 전·현직 교장과 현직 교사 등 7명을 무혐의 처분했다고 밝혔다.

### 보좌진 월급을 빼돌려 불법 정치자금으로 사용한 혐의
2016년 6월 9일 중앙선거관리위원회는 이군현의원과 이 의원의 회계책임자 A씨를 보좌진 급여 2억 빼돌려 쓴 정치자금법 위반 혐의로 검찰에 고발했다고 밝혔다. 지난 2011년 7월부터 2015년 12월까지 보좌진의 급여 중 2억 4400만 원을 돌려받는 방식으로 불법정치자금을 수수해 이를 국회에 등록하지 않은 보좌진의 급여와 사무소 운영비 등에 지출한 혐의가 있는 상황이다. 1심에서 검찰은 징역 2년을 구형하였다. 이군현 의원 측은 검찰이 주장하는 사실관계는 인정하지만, 월급을 많이 받는 보좌관이 자발적으로 돈을 내 다른 직원 월급을 준 것이어서 정치자금법 위반에 해당하지 않는다고 주장했으며 허씨로부터 받은 돈은 단순 실수로 선거관리위원회에 신고하지 않은 것이라고 반박했다. 검찰은 이군현 의원 측의 회계 책임자인 보좌관 김모씨에게는 징역 1년, 허씨에게는 벌금 500만원을 각각 구형했다.2017년 11월 3일 서울남부지법에서 열린 1심에서 불법 정치자금 수수(정치자금법 위반) 혐의에 대해 징역 1년6개월·집행유예 3년, 회계보고 누락(정치자금법 위반) 혐의에 대해 징역 6개월·집행유예 3년이 선고되었다. 또한 200시간의 사회봉사명령과 추징금 2억 6137만 여원이 선고되었다. 2018년 7월 5일 서울고등법원에서 열린 2심에서도 이 의원의 항소가 기각되고 원심이 확정되었다. 2018년 12월 27일 대법원에서 원심을 확정하여 의원직을 상실하였다.

## 역대 선거 결과
|  | 35.76% |

|  | 56.47% |

|  | 61.44% |

|  | 0% |

## 소속 정당
| 소속 정당 | 소속 정당  | 소속 기간 | 비고      |
| --------- | ---------- | --------- | --------- |
|           | 한나라당   | 2004~2012 | 정계 입문 |
|           | 새누리당   | 2012~2017 | 당명 변경 |
|           | 자유한국당 | 2017~2020 | 당명 변경 |
|           | 미래통합당 | 2020      | 합당      |
|           | 국민의힘   | 2020~현재 | 당명 변경 |

## 같이 보기
- 대한민국 제17대 국회의원 선거 한나라당 후보 목록#비례대표
- 통영시·고성군
- 통영시의 국회의원
- 경남 고성군의 국회의원